# Lepus comus
Lepus comus (tên tiếng Anh: Yunnan hare) là một loài động vật có vú trong họ Leporidae, bộ Thỏ. Loài này được Allen mô tả năm 1927.
Loài này được coi là loài đặc hữu của Trung Quốc (chủ yếu ở Vân Nam), nhưng sự hiện diện của nó đã được ghi nhận ở miền bắc Myanmar vào năm 2000. Đây là một loài động vật ăn cỏ và tìm kiếm thức ăn trên cây bụi và cành cây. Loài này được đánh giá là một loài ít được quan tâm nhất trong Liên minh quốc tế về bảo tồn danh sách đỏ các loài có nguy cơ tuyệt chủng. Sách đỏ các loài động vật có xương sống của Trung Quốc đã liệt kê thỏ Vân Nam gần như bị đe dọa, gần như đáp ứng các tiêu chí để được liệt kê là dễ bị tổn thương.

## Phân loại
Thỏ Vân Nam lần đầu tiên được mô tả bởi nhà động vật học người Mỹ Glover Morrill Allen vào năm 1927. Theo Hoffmann và Smith, không có phân loài được công nhận, nhưng theo Mammals of China, có ba phân loài được công nhận:
- L. c. comus Allen, 1927
- L. c. peni Wang and Luo, 1985
- L. c. pygmaeus Wang and Feng, 1985